# アンデルソン・レオナルド・ダ・シルバ・シャーヴェス
アンデルソン（Anderson）もしくはアンデルソン・シャーヴェス（Anderson Chaves）ことアンデルソン・レオナルド・ダ・シルバ・シャーヴェス（ポルトガル語: Anderson Leonardo da Silva Chaves、2001年3月3日 - ）は、ブラジルのサッカー選手。ポジションはFW。

## クラブ歴
ペルナンブーコ州ベロ・ジャルジンに生まれ、地元のベロ・ジャルジンFCでサッカーを始めた。その後トップチームに昇格し、2018年4月にカンピオナート・ブラジレイロ・セリエDで選手初出場を記録した。
2018年夏にヴィラ・ノヴァFCに完全移籍した。翌年にカンピオナート・ゴイアーノで移籍後初出場を記録したが、カンピオナート・ブラジレイロ・セリエBでは出場することが出来なかった。2021年3月にSCコリンチャンス・パウリスタのU-20チームに期限付き移籍し、U-20の試合で18試合2得点を記録したが、トップチームでの出場機会はなかった。2022年1月に期限付き移籍先をカンピオナート・ブラジレイロ・セリエDのグレミオ・アナポリスに変更したが、翌月に期限付き移籍先をアフォガドス・ダ・インガゼイラFCに変更した。ここで初めてレギュラーとして活躍し、22試合13得点の記録を残した。
同年9月にモト・クルブ・ジ・サン・ルイスに完全移籍。コパFMFで5試合に出場した。
2023年1月7日にJ2リーグ・藤枝MYFCに完全移籍した。同年3月4日に行われた第3節のブラウブリッツ秋田戦で渡邉りょうに代わって途中出場しJリーグ初出場を記録した。同年8月19日のジェフユナイテッド千葉・市原戦でJリーグ初得点を記録した。

## 個人成績
| 国内大会個人成績 | 国内大会個人成績 | 国内大会個人成績 | 国内大会個人成績 | 国内大会個人成績 | 国内大会個人成績 | 国内大会個人成績 | 国内大会個人成績 | 国内大会個人成績 | 国内大会個人成績 | 国内大会個人成績 | 国内大会個人成績 |
| 年度             | クラブ           | 背番号           | リーグ           | リーグ戦         | リーグ戦         | リーグ杯         | リーグ杯         | オープン杯       | オープン杯       | 期間通算         | 期間通算         |
| 年度             | クラブ           | 背番号           | リーグ           | 出場             | 得点             | 出場             | 得点             | 出場             | 得点             | 出場             | 得点             |
| ブラジル         | ブラジル         | ブラジル         | ブラジル         | リーグ戦         | リーグ戦         | ブラジル杯       | ブラジル杯       | オープン杯       | オープン杯       | 期間通算         | 期間通算         |
| ---------------- | ---------------- | ---------------- | ---------------- | ---------------- | ---------------- | ---------------- | ---------------- | ---------------- | ---------------- | ---------------- | ---------------- |
| 2018             | ベロ・ジャルジン |                  | セリエD          | 3                | 0                | -                | -                | -                | -                | 3                | 0                |
| 2019             | ヴィラ・ノヴァ   |                  | GO州             | 3                | 0                | -                | -                | 0                | 0                | 3                | 0                |
| 2020             | ヴィラ・ノヴァ   |                  | GO州             | 2                | 0                | -                | -                | 0                | 0                | 2                | 0                |
| 2022             | GEアナポリス     |                  | GO州             | 2                | 0                | -                | -                | -                | -                | 2                | 0                |
| 2022             | アフォガドス     |                  | PE州             | 6                | 4                | -                | -                | -                | -                | 22               | 13               |
| 2022             | アフォガドス     |                  | セリエD          | 16               | 9                | -                | -                | -                | -                | 22               | 13               |
| 日本             | 日本             | 日本             | 日本             | リーグ戦         | リーグ戦         | リーグ杯         | リーグ杯         | 天皇杯           | 天皇杯           | 期間通算         | 期間通算         |
| 2023             | 藤枝             | 11               | J2               | 23               | 3                | -                | -                | -                | -                | 23               | 3                |
| 2024             | 藤枝             | 11               | J2               | 12               | 2                | 0                | 0                | 1                | 1                | 13               | 2                |
| 2025             | 藤枝             | 11               | J2               |                  |                  |                  |                  |                  |                  |                  |                  |
| 通算             | ブラジル         | ブラジル         | セリエD          | 19               | 9                | -                | -                | -                | -                | 19               | 9                |
| 通算             | ブラジル         | ブラジル         | GO州             | 7                | 0                | -                | -                | -                | -                | 7                | 0                |
| 通算             | ブラジル         | ブラジル         | PE州             | 6                | 4                | -                | -                | -                | -                | 6                | 4                |
| 通算             | 日本             | 日本             | J2               | 35               | 5                | 0                | 0                | 1                | 1                | 36               | 5                |
| 総通算           | 総通算           | 総通算           | 総通算           | 67               | 18               | 0                | 0                | 1                | 1                | 68               | 18               |

出場歴
- Jリーグ初出場 - 2023年3月4日 J2第3節 ブラウブリッツ秋田戦 (藤枝総合運動公園サッカー場)
- Jリーグ初得点 - 2023年8月19日 J2第31節 ジェフユナイテッド千葉戦 (フクダ電子アリーナ)